# Amrakh
Amrakh é uma cidade do norte do Afeganistão localizada na província de Balkh.